# Шабаб Оман (2013)
«Шабаб Оман» (англ. Shabab Oman, «Молодёжь Омана») — трёхмачтовый парусно-моторный учебный корабль ВМС Омана. Построен в 2013 году в Галаце, Румыния, на верфи Damen Shipyards Galati для замены прежнего учебного корабля ВМС Омана, нёсшего то же название. Передан ВМС 12 сентября 2014 года на судостроительном предприятии Damen Shipyards Group во Флиссингене, Нидерланды.

## Конструкция
«Шабаб Оман» представляет собой трёхмачтовый парусно-моторный учебный корабль с клиперным вооружением. Общая длина корабля — 87 м. Ширина — 11 м. Площадь парусности — 2700 м². Экипаж корабля — 58 человек, помимо них может принять на борт 34 курсанта или пассажира.
Корпус стальной. Корабль оснащён композитными мачтами высотой 50 м: мачты изготовлены из стали и алюминия, прочий рангоут — деревянный. В отделке корабля широко использована древесина.